# 正架站位
正架站位（英語：Orthodox stance），是一種武術的站立姿勢，常用於拳擊、空手道、踢拳與綜合格鬥中。在傳統的正架站位中，拳手讓自己的左腳往前，站在右腳的前方。採用這種站位的主要目的，是讓拳手較弱的部位，更接近敵人的身體方向，因此右撇子選手常採用這種姿勢。這種站位是拳擊中最常見到的姿勢，另一種常見站姿，稱為左架站位，常見於左撇子選手上，是這種姿勢的鏡像。